# Conostylis prolifera
Conostylis prolifera là một loài thực vật có hoa trong họ Huyết bì thảo. Loài này được Benth. mô tả khoa học đầu tiên năm 1873.